# Citrus × paradisi
Il pompelmo (Citrus × paradisi Macfad., 1830) è un albero da frutto appartenente alla famiglia delle Rutaceae.
Il nome comune pompelmo si può riferire tanto al frutto quanto al suo albero.
È un antico ibrido, probabilmente tra l'arancio dolce e il pomelo, ma da secoli costituisce specie autonoma che si propaga per talea e per innesto.

## Descrizione
È un albero sempreverde alto solitamente dai 5 ai 6 metri, che può raggiungere i 13-15 metri. Le foglie sono di colore verde scuro, lunghe (oltre i 15 cm) e sottili. Produce fiori bianchi composti da quattro petali di 5 cm. Il frutto è giallo, globoso, ha un diametro di 10–15 cm ed è composto da spicchi incolori. È uno dei più grandi tra i frutti degli agrumi, secondo solo al pomelo, dato che può facilmente raggiungere i due kg di peso, nel qual caso però non viene consumato fresco, ma è destinato all'industria conserviera per la produzione di succo. La buccia del pompelmo è abbondantemente foderata dalla massa spugnosa detta albedo, leggermente meno compatta di quella del limone. Per questo motivo il frutto non ha la consistenza del limone, né l'elasticità dell'arancia, il che lo fa spesso sembrare ammaccato.

## Il pompelmo come ibrido
Botanicamente non fu possibile distinguere il pompelmo dal pomelo (Citrus maxima) fino al 1830, quando gli fu assegnato il nome di Citrus paradisi. Le sue origini furono determinate solo nel 1950, e il nome variò in Citrus × paradisi.
Fino a poco tempo fa, infatti, il pompelmo veniva classificato come un Citrus originale, di cui si supponeva fosse una sottospecie anche la varietà dai frutti giganti coltivata perlopiù in Israele. Oggi invece è comunemente accettata la teoria secondo cui sono proprio questi frutti enormi, i pomeli, i veri Citrus originali, mentre i pompelmi sono antichi ibridi di essi. L'ibridazione risale a tantissimo tempo fa, e ora i progenitori sono quasi scomparsi, mentre i pompelmi predominano nelle coltivazioni grazie alle qualità ereditate dalle piante madri: il gusto e la succosità del pomelo, il volume contenuto e la forma del mandarino. Il pompelmo conserva tutto il sapore del pomelo, ma si presenta in frutti che non superano in media il chilogrammo di peso, mentre il pomelo può pesare oltre dieci chilogrammi. Quanto alla forma, l'ibrido ha il vantaggio di avere quella rotondeggiante piatta del mandarino, senza il "cappello" di albedo che fa assomigliare i pomeli a gigantesche pere.

## Storia
Il pompelmo è l'unico agrume che potrebbe provenire non dall'Asia sudorientale, ma dall'America Centrale. Secondo un'ipotesi, sarebbe stato scoperto nel 1750, probabilmente a Barbados o alle Bahamas, da dove è plausibile che sia stato portato in Florida. Sembra però alquanto strano che da lì abbia potuto raggiungere anche il Mar Mediterraneo. 
Non ci sono dati certi in proposito, ma secondo un'altra ipotesi anche il pompelmo sarebbe giunto in Europa assieme al suo progenitore, l'arancio dolce, dall'Estremo Oriente attraverso la Via della seta, il che collocherebbe la sua origine nella patria di tutti gli altri agrumi. 
In Europa fu usato a lungo solo come pianta ornamentale. Il frutto diventò popolare solamente nel XIX secolo.
Oggi il pompelmo si coltiva in tutto il mondo. I maggiori produttori sono gli USA, con piantagioni in Florida e Texas.
Nell'Italia meridionale è coltivato negli agrumeti della Piana di Catania e della Conca d'Oro in Sicilia.

## Pompelmo rosa

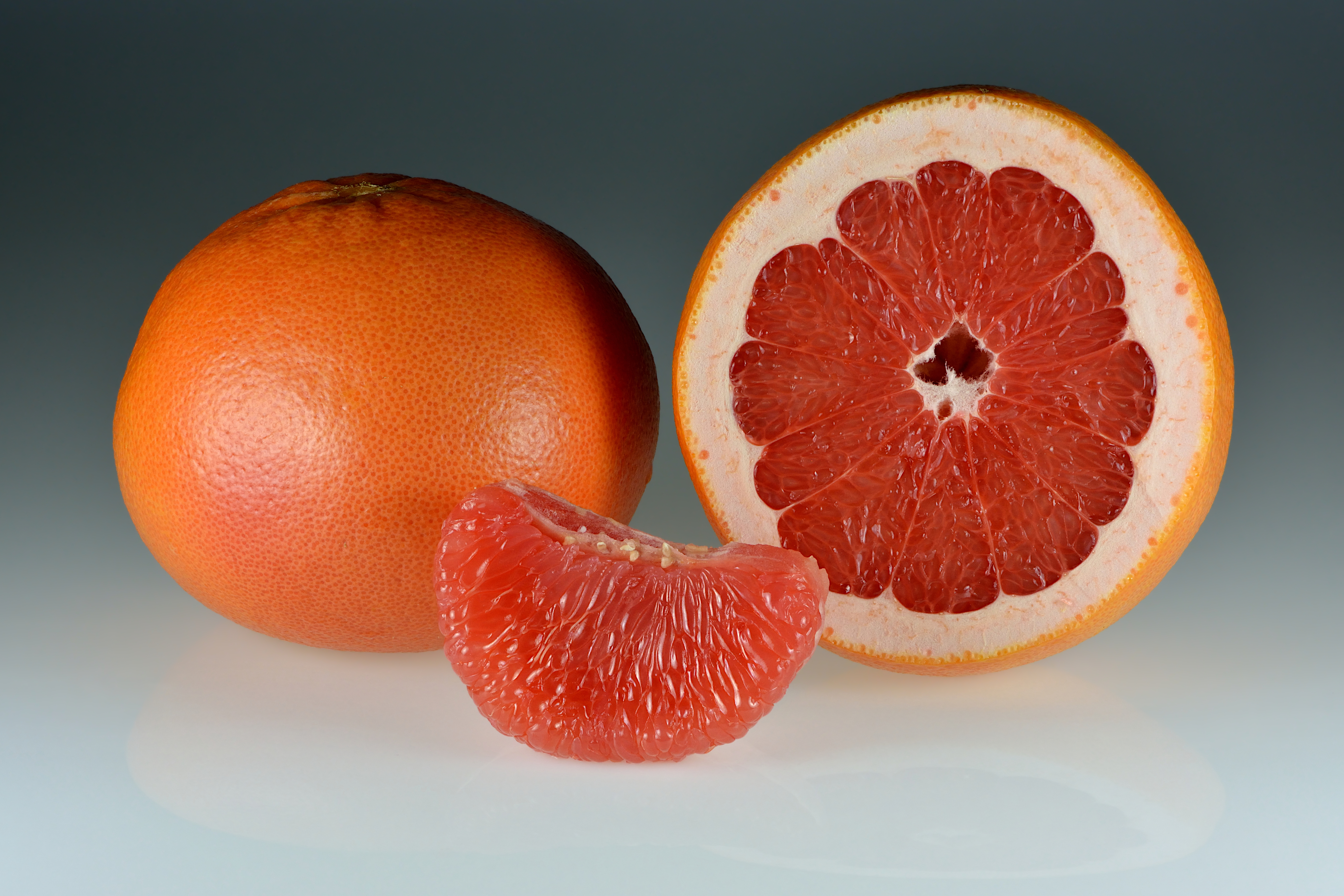
Pompelmo rosa

Esistono molte varietà di pompelmo, ma una in particolare sta assumendo una certa importanza: il pompelmo rosa, la cui colorazione deriva da una mutazione spontanea del pompelmo giallo osservata in Texas nel 1929 e stabilizzata tramite irraggiamento con neutroni lenti. Il nuovo frutto ha sollevato molto interesse tra i compratori, tanto da favorire ulteriori ibridazioni soprattutto con l'arancio moro. Sono stati raggiunti buoni risultati: sta diventando sempre più colorato e dolce, e la buccia si sta assottigliando. Al momento il pompelmo rosa è solo una varietà del pompelmo giallo, ma presto potrebbe diventare una specie autonoma di citrus. È già successo con le clementine (e storicamente anche con l'arancio e il limone): quando una varietà raggiunge qualità peculiari facilmente ripetibili e mantiene invariate le nuove caratteristiche, l'ibrido assume lo status di specie.
Due nuove cultivar di pompelmo rosa, la Star Ruby (1970) e la derivata Rio Red (1984), entrambe vendute con il nome di Rio Star, sono state ottenute mediante esposizione a radiazioni ionizzanti.

## Produzione
| I maggiori produttori di pompelmo nel 2018 | I maggiori produttori di pompelmo nel 2018 |
| Paese                                      | Produzione (tonnellate)                    |
| ------------------------------------------ | ------------------------------------------ |
| Cina                                       | 4.965.768                                  |
| Vietnam                                    | 657.660                                    |
| Stati Uniti                                | 558.830                                    |
| Messico                                    | 459.610                                    |
| Sudafrica                                  | 445.385                                    |
| India                                      | 257.750                                    |
| Turchia                                    | 250.000                                    |
| Sudan                                      | 234.388                                    |
| Thailandia                                 | 219.838                                    |
| Israele                                    | 148.896                                    |
| Argentina                                  | 114.118                                    |
| Tunisia                                    | 104.593                                    |

## Farmacologia
Alcuni studi evidenziano proprietà antimicotiche, antimicrobiche e antibatteriche ad ampio spettro del GSE (Grapefruit-Seed Extract). Con una diluizione di 1:512 si elimina completamente la tossicità del succo, che, rispetto ai comuni antibiotici, svolge un'azione selettiva colpendo solo i batteri non familiari all'organismo. Al microscopio elettronico si è osservato che in 15 minuti dal contatto, la membrana del batterio viene distrutta  e il contenuto del suo citoplasma, liberato . La naringenina (così come la glicirrizina della liquirizia) inibisce nel rene (Sterward et al, anni '80) l'azione dell'enzima l'11-beta-idrossisteroido-deidrogenasi tipo 2 (11-beta-HSD-2), il quale trasforma l'ormone cortisolo nel suo metabolita inattivo cortisone ed è fondamentale nel controllo dell'attività dei glucocorticoidi in genere.
Alcuni studi sul ruolo del succo di pompelmo rispetto alle terapie farmacologiche, portarono a scoperte interessanti. Fu osservato che in alcuni Stati meridionali degli USA, in particolare in Texas, diverse terapie usate anche nel resto del Paese, davano risultati inferiori, o nulli in, una percentuale significativa di casi. Nel corso degli studi sulle possibili cause di questo fenomeno venne notato che negli Stati interessati il consumo di succo di pompelmo, considerato rinfrescante in luoghi dal clima caldo, era notevolmente più alto che negli altri Stati; alcune persone ne consumavano 1-2 galloni (4-8 litri) al giorno. La bergamottina, contenuta nel pompelmo, è un potente competitore e inibitore metabolico dell'isoforma CYP3A4 del citocromo P450 epatico; questo citocromo è, in breve, un complesso di enzimi del fegato che sovrintende al metabolismo della stragrande maggioranza delle sostanze introdotte nell'organismo, dai farmaci ai nutrienti alle sostanze tossiche (detti nell'insieme xenobiotici); l'isoforma 3A4, una forma particolare di questo complesso enzimatico, metabolizza circa il 50% di tutti i farmaci attualmente prescritti per le terapie. Agendo da competitore, la bergamottina rende meno disponibile il citocromo per le molecole di farmaco, mentre come inibitore diminuisce la produzione degli enzimi a livello epatico. Il farmaco viene quindi metabolizzato più lentamente, con conseguente aumento dello stesso nei livelli plasmatici.
Pertanto il pompelmo potrebbe essere utile nelle associazioni tra farmaci reciprocamente potenzianti per una generica azione sul citromo P450, altrimenti pericolose.
Il citocromo P450 opera nel fegato la sintesi di acidi biliari a partire dal colesterolo. Perciò alimenti che contengono gli inibitori del P450 (come liquirizia e succo di pompelmo), se assunti lontani dai pasti, non riducono l'assorbimento dei nutrienti.
Sono documentate le inibizioni del metabolismo di alcuni psicolettici (come alprazolam, midazolam e triazolam), statine (atorvastatina) e di ciclosporine.
L'uso eccessivo dei derivati del pompelmo porta all'inibizione del CYP3A4, citocromo epatico responsabile dell'elaborazione di molti farmaci, che di conseguenza raggiungono valori plasmatici più elevati, il che può portare a complicazioni rilevanti.
La funzione della pillola anticoncezionale può, per esempio, essere alterata a causa di un blocco del CYP3A4 per mezzo del succo di pompelmo.
È dunque consigliabile, per chi fa uso di farmaci, chiedere informazioni a personale qualificato e sospendere il consumo del succo di pompelmo.